# 関東自動車栃木営業所
関東自動車栃木営業所（かんとうじどうしゃとちぎえいぎょうしょ）は、かつて栃木県栃木市片柳町にあった関東自動車の貸切部門の営業所。
路線バス部門については、佐野営業所に属する車庫となっている他、栃木市営バス「ふれあいバス」の輸送を担う契約輸送部（旧総合サービス事業部）栃木車庫も併設している。
元は社員寮で、寮時代の建物を事務所に転用している。
現在、路線バス部門では一般路線は栃木市内に1路線のみを担当している。所属車輌のナンバープレートは、かつては「栃木」ナンバーであったが、現在は「とちぎ」に統一されている。
2025年7月時点で関東自動車の営業所一覧から削除されている。

## 沿革
- 1923年（大正12年）栃木駅前に、本社として発足。
- 1934年（昭和9年）本社が宇都宮市に移転、栃木は営業所化。
- 1986年（昭和61年）出張所となった、佐野出張所を統合。
- 1996年（平成8年）大規模な営業所再編によって、栃木は出張所化、営業所となった佐野に統合。その後栃木駅前の再開発事業のため、片柳町（現所在地）の寮跡地に移転。
- 2004年（平成16年）
  - 3月31日 : 栃木駅 - 卒島 - 小山駅のうち、栃木駅 - 卒島間が廃止される[2]。

## 現行一般路線
※主な停留所を掲載。特定輸送の路線は掲載せず。
- 栃木駅 - 倭町一丁目 - 栃女高 - 栃商高 - 二杉神社 - 国学院・太平山（参道入口）
  - 栃木駅と国学院間は直行バスも運行されているが、特定輸送扱いのため一般利用者は乗車できない。
  - この他、関東自動車の路線図には倭町経由だけではなく片柳一丁目経由の経路も記載されており、現地にバス停も設置されているが、上記の直行バスがこの経路を経由するものの片柳一丁目バス停に停車するバスは通常運行されていない。

## 撤退・廃止路線
近年撤退・廃止された路線を掲載。
- 栃木駅 - 倭町一丁目 - 栃女高 - 栃商高 - 錦着山入口 - 皆川 - 柏倉入口 - 柏倉神明
- 栃木駅 - 倭町一丁目 - 栃女高 - 栃商高 - 錦着山入口 - 皆川 - 柏倉入口 - 西山中
- 栃木駅 - 倭町一丁目 - 城ノ内 - 卒島 - 思川新道 - 佐野街道 - 小山駅[注 1]
- 栃木駅 - 倭町一丁目 - 栃高前 - サントリー入口 - 尻内 - 梅沢新町 - 羽鶴 - 出流橋（いづるばし） - 出流観音[注 2]
- 栃木駅 - 倭町一丁目 - 栃高前 - サントリー入口 - 尻内 - 梅沢新町 - 鍋山新田 - 星野遺跡 - 星野御嶽山入口[注 2][注 3]

うち一部の路線は現在も「栃木市営バス（ふれあいバス）」として、契約輸送部が受託運行している。